# 霍多宁
霍多宁是捷克南摩拉维亚州的一个镇，位于摩拉瓦河畔。

## 友好城市
- 波兰亚斯沃